# Jukka-Pekka Saraste
Pour les articles homonymes, voir Pekka.
Jukka-Pekka Saraste est un chef d'orchestre finlandais, né le 22 avril 1956 à Heinola

## Biographie
D'abord violoniste, il étudia la direction d'orchestre à l'Académie Sibelius avec Jorma Panula, dans la même classe que Esa-Pekka Salonen et Osmo Vänskä. 
Saraste fut recruté par l'Orchestre symphonique de la radio finlandaise comme second violon, puis comme chef associé auprès de Leif Segerstam, avant de devenir chef principal de 1987 à 2001. Avec cet orchestre, il enregistra par deux fois le cycle complet des symphonies de Jean Sibelius.
Avec Esa-Pekka Salonen et Olli Pohjola, Jukka-Pekka Saraste créa l'orchestre de chambre Avanti! en 1983. Il a également fondé le festival d'été à Ekenäs.
Chef principal invité de l'Orchestre symphonique de la BBC de 2002 à 2005.
En décembre 2006, l'Orchestre symphonique de Lahti annonça que Saraste occuperait le poste de conseiller artistique de l'orchestre de 2008 à 2011, ainsi que celui de directeur artistique du Festival Sibelius à Lahti en 2008.